# ケラリーノ・サンドロヴィッチ
ケラリーノ・サンドロヴィッチ（Keralino Sandorovich、1963年1月3日 - ）は、日本の劇作家、演出家、映画監督、音楽家、俳優。演劇分野では「ケラリーノ・サンドロヴィッチ」名義で活動。音楽分野では「ケラ」名義（あるいは「KERA」名義）で活動。出生名は小林 一三（こばやし かずみ）。
東京都渋谷区出身。日本大学鶴ヶ丘高等学校、横浜放送映画専門学院（現：日本映画大学）卒業。劇団「ナイロン100℃」およびインディーズレーベル「ナゴムレコード」主宰。テクノポップバンド「有頂天」で1980年代にブレイクした。所属事務所はキューブ。妻は女優の緒川たまき。

## 略歴
- 1976年 - 渋谷区立広尾中学校在学中に「喜劇映画研究会」を創設[4]（1985年まで同会代表を務める）。
- 1981年 - バンド「伝染病」結成（「有頂天」の前身）。
- 1982年 - バンド「伝染病」解散、「有頂天」結成。
- 1983年 - インディーズレーベル「ナゴムレコード」立ち上げ、大槻ケンヂ、内田雄一郎と共に「空手バカボン」結成。
- 1985年 - 犬山犬子（現・犬山イヌコ）、田口トモロヲ、みのすけらと「劇団健康」旗揚げ。
- 1986年 - 「有頂天」としてポニーキャニオンよりメジャー・デビュー。
- 1988年 - 初のソロアルバム『原色』（秋元康プロデュース）をリリース。
- 1991年 - 元P-MODEL・中野テルヲ、元筋肉少女帯・みのすけと、バンド「LONG VACATION」結成、「有頂天」解散。
- 1992年 - 「劇団健康」解散。
- 1993年 - 「ナイロン100℃」旗揚げ。
- 1995年 - 「LONG VACATION」活動休止、「ケラ&ザ・シンセサイザーズ」結成（当初は「ザ・シンセサイザーズ」）。
- 1999年 - 『フローズン・ビーチ』で第43回岸田國士戯曲賞受賞。
- 2001年 - 広岡由里子と「オリガト・プラスティコ」の活動を開始。演劇ユニット「KERA・MAP」活動開始。
- 2002年 - いとうせいこうらと「空飛ぶ雲の上団五郎一座」旗揚げ。
- 2003年 - 初の映画監督作品『1980』公開。
- 2005年 - 「劇団健康」復活公演。
- 2006年 - 連続テレビドラマ『時効警察』の脚本・監督を担当。
- 2007年 - 連続テレビドラマ『帰ってきた時効警察』の脚本・監督を担当、監督映画『グミ・チョコレート・パイン』公開。
- 2008年 - マネージメント事務所として「キューブ」に所属[5]。
- 2009年 - 監督映画『罪とか罰とか』公開。
- 2014年 - 「有頂天」再結成。
- 2015年 - 連続テレビドラマ『怪奇恋愛作戦』の脚本・監督を担当。
- 2018年11月 - 脚本家・演出家としての功績を認められ紫綬褒章を受章[3][6][7]。
- 2019年 - 2020年東京パラリンピック開会式の演出を担当予定と発表される[8]。
- 2020年 - 緒川たまきと演劇ユニット「ケムリ研究室」の活動を開始[9][10]。
- 2020年12月 - 2020年東京パラリンピック開会式の演出の任務を離れる[11]。

## 人物
父親はジャズ・ミュージシャン。森川信が近所に住んでおり、小学校時代は喜劇役者になるのが夢だった。日本大学鶴ヶ丘高等学校で演劇部に入部。
喜劇映画を愛するあまり、渋谷区立広尾中学校在学中の1976年に「喜劇映画研究会」を創設。マルクス兄弟など当時の日本では、鑑賞不可能だったアメリカの古典コメディ映画の自主上映活動等を行い、1985年まで同会の代表をつとめた。また日本大学鶴ヶ丘高等学校在学中には、高校生でありながら明治大学の映画・演劇サークル「騒動舎」にも参加していた。
やがて小劇場での活動も開始させ、1985年に「劇団健康」、のち解散後の1993年に「ナイロン100℃」を旗揚げ。以来、主宰としてほとんどの作品の劇作・演出に携わっている。近年は音楽活動を継続しつつも、舞台人としての動きが特に目立ち、劇団にとどまらず外部公演への演出・台本提供も活発である。また並行して、広岡由里子との演劇ユニット「オリガト・プラスティコ」と、作品ごとに異なる出演者・趣向で企画される演劇ユニット「KERA・MAP」（ケラマップ）もプロデュースしており、いずれも不定期に公演を行っている。岸田國士戯曲賞をはじめ舞台・戯曲での受賞歴も複数ある（下記参照）。2003年公開の映画『1980』を皮切りに、映画監督も数作務めている。
その一方、ケラの芸名で、バンド「有頂天」やインディーズレーベル「ナゴムレコード」の運営にあたる。芸名の由来は、学校の演劇部に入る際オーディションで自身が歌った「虫けらの歌」により「ケラ」のあだ名をつけられたからという。音楽関係においては、自ら参加する有頂天、空手バカボン、LONG VACATION、ケラ&ザ・シンセサイザーズでの活動に加え、ナゴムレコードから筋肉少女帯、死ね死ね団、たま、ばちかぶり、人生（電気グルーヴの前身）など、個性の塊の様なバンドを積極的に取り上げ、石野卓球・ピエール瀧・大槻ケンヂ・田口トモロヲなど多数の才能を見出し発掘、輩出した。現在もミュージシャン「ケラ」(KERA) として活動する。
イラストも得意としており、ナイロン100℃の所属女優犬山イヌコとの共作でポケモンえほんシリーズのひとつである『ニャースとつきみそば』の作画、ナゴムレコードで発売した音源や、電気グルーヴのシングル「少年ヤング」のジャケットイラストなどを手がけた。

### 2020年東京パラリンピックの演出辞退
2019年12月9日、2020年東京パラリンピック（2020年8月25日開催予定）の開会式ステージ演出を務めることが発表された。しかしその際には、2020年東京オリンピック開催を巡るSNSでの過去の批判的な発言から物議を醸した。
本人はもともと、オリンピック大会の東京開催について強く否定的な姿勢を見せており、2013年の開催地選定投票の直前には「『こんなに放射能を撒き散らしている国なんかにオリンピックなんかやらせるわけにはいかない』と、世界からバシッと言って頂いた方がよい」という厳しい意見を自身のTwitterで述べ、東京オリンピックの開会式の演出については、同2013年には「大金を積まれればやる」「盛り下がっていいなら」と述べた。
その後、2018年4月には「何億積まれても断る」と、明確に東京オリンピック関連の事柄に関わることを否定していた。
しかし、2019年8月に重度身体障害者が2名参院選に当選したれいわ新選組の政党支持率増加の報道を受け、「俺も競技場の超高額整備費問題については『本当にふざけんな馬鹿じゃなかろうか』と思う一方で、パラリンピックは応援したいと思い始めてる」と考え方を一部変化させていた。
その後、コロナ禍の影響で大会が2021年に延期されたことを受け、大会の開会式の演出担当から離脱した。

### 私生活
2007年5月のナイロン100℃『犬は鎖につなぐべからず〜岸田國士一幕劇コレクション〜』への客演から2008年4月の『どん底』、同年12月から2009年1月のオリガト・プラスティコ『しとやかな獣』と3作品に出演していた女優の緒川たまきと、2009年3月6日に婚姻届を提出して結婚したことを、自身のブログで公表した。

## 受賞歴
- 1999年 - 第43回岸田國士戯曲賞（ナイロン100℃『フローズン・ビーチ』）[22][23]
- 2000年 - 東京都千年文化芸術祭優秀作品賞（ナイロン100℃『ナイス・エイジ』）
- 2002年 - 第1回朝日舞台芸術賞（2001年の活動全般に）[24]。第5回鶴屋南北戯曲賞（『室温 〜夜の音楽〜』）[25]。第9回読売演劇大賞優秀演出家賞（『室温 〜夜の音楽〜』）[26]
- 2007年 - 第14回読売演劇大賞・最優秀作品賞（「ヴァージニア・ウルフなんかこわくない?」）
- 2014年 - 第40回菊田一夫演劇賞受賞（ナイロン100℃『パン屋文六の思案〜続・岸田國士一幕劇コレクション〜」、KERA meets CHEKHOV『三人姉妹』の演出に対して）
- 2016年 - 第23回読売演劇大賞・最優秀作品賞（「グッドバイ」）
- 2016年 - 第66回芸術選奨文部科学大臣賞（演劇部門）受賞（「グッドバイ」の成果）[27]
- 2016年 - 第51回紀伊國屋演劇賞・個人賞（「ヒトラー、最後の20000年〜ほとんど、何もない〜」の作・演出、「キネマと恋人」の台本・演出に対して）[28]
- 2016年 - 第68回読売文学賞・戯曲・シナリオ賞（「キネマと恋人」の台本・演出に対して）
- 2017年 - 第4回ハヤカワ「悲劇喜劇」賞（作品「キネマと恋人」に対して）[29]
- 2017年 - 第24回読売演劇大賞・最優秀演出家賞（「8月の家族たち August: Osage County」）[30]
- 2018年 - 紫綬褒章受章[6][7]
- 2019年 - 第26回読売演劇大賞・最優秀作品賞（ナイロン100℃『百年の秘密』）
- 2025年 - 第32回読売演劇大賞・優秀演出家賞（『桜の園』）[31]

## 作品（脚本・演出・監督）

### 舞台

#### 劇団健康作品
- 1985 - 1992年
  - 劇団健康で13回の本公演、10回のプロデュース公演に携わる。
- 2005年
  - トーキョーあたり（劇団健康 VOL.15）作・演出

#### ナイロン100℃作品
＊ナイロン100℃名義の公演履歴は「ナイロン100℃#過去の公演」を参照。

#### KERA・MAP作品
- 2001年
  - 暗い冒険（KERA・MAP）作・演出
- 2003年
  - 青十字（KERA・MAP #002）作・演出
- 2005年
  - 砂の上の植物群（KERA・MAP #003）作・演出
  - ヤング・マーブル・ジャイアンツ（KERA・MAP #004）作・演出
- 2008年
  - あれから（KERA・MAP #005）作・演出
- 2015年
  - グッドバイ（KERA・MAP #006）脚本・演出 ※2019年に『グッドバイ〜嘘からはじまる人生喜劇〜』として映画化
- 2016年
  - キネマと恋人（世田谷パブリックシアター＋KERA・MAP #007）台本・演出
- 2018年
  - 修道女たち（KERA・MAP #008）作・演出
- 2019年
  - キネマと恋人（世田谷パブリックシアター＋KERA・MAP #009、再演）台本・演出
- 2022年
  - しびれ雲（KERA・MAP #010）作・演出[32]

#### オリガト・プラスティコ作品
- 2001年
  - カフカズ・ディック（オリガト・プラスティコ Vol.1）作・演出
- 2003年
  - 西へ行く女（オリガト・プラスティコ Vol.2、作：岩松了）演出
- 2006年
  - 漂う電球 〜THE FLOATING LIGHT BULB〜（オリガト・プラスティコ Vol.3、作：ウディ・アレン）演出
- 2009年
  - しとやかな獣（オリガト・プラスティコ Vol.4、作：新藤兼人）演出[33]
- 2012年
  - 龍を撫でた男（オリガト・プラスティコ Vol.5、作：福田恆存）演出

#### ケムリ研究室作品
- 2020年
  - ベイジルタウンの女神（世田谷パブリックシアター、ケムリ研究室 no.1）作・演出[9]
- 2021年
  - 砂の女（シアタートラム等）　上演台本・演出
- 2023年　
  - 眠くなっちゃった（世田谷パブリックシアター等）作・演出　※一部公演中止
- 2024年　
  - ベイジルタウンの女神（世田谷パブリックシアター等〈予定〉）作・演出[34]

#### 外部作品
ここでは劇団以外の外部作品について挙げる。
- 1989年
  - ラブ・ストーリー2（ワハハ本舗・佐藤正宏、柴田理恵プロデュース）脚本参加
- 1991年
  - もう一歩（品行方正児童会）演出
- 1992年
  - 地球を7回半廻れ（フロント・ホック）脚本参加
- 1993年
  - アルバムリリース記念イベント「TOKYO POCUPINE COLLECTION」構成・演出・脚本
- 1995年
  - 宮前真樹「Second Live Tour “蒼の瞬間”」構成・演出
- 1996年
  - 13000/2（ラフカット'96/スペース・ゼロ）作
- 1999年
  - 昔、佐藤がいた。（ENBUゼミ第1期生 ケラリーノ・サンドロヴィッチクラス）作・演出
  - 清水宏のサタデーナイトライブスペシャル2 演出
- 2000年
  - Happy Days（流山児★事務所、作：鐘下辰男）演出
  - ガール ミーツ ガール 〜愛と幸福の害について〜（ENBUゼミ第2期生 ケラリーノ・サンドロヴィッチクラス）作・演出
  - スモーク（ラフカット2000/スペース・ゼロ）作・演出
  - 夢ならいいのに（ラフカット2000/スペース・ゼロ、作：矢口史靖）演出
  - The Cherry Bombers（Cherry Bombers project）脚本参加
- 2001年
  - 室温 〜夜の音楽〜（青山円形劇場）作・演出
- 2002年
  - パンタロン同盟SP 〜夏が来れば重いだス!〜（ラサール石井プロデュース）コント提供
  - アチャラカ再誕生（空飛ぶ雲の上団五郎一座）脚本提供・演出
  - 13000/2（ラフカット2000/スペース・ゼロ）作
- 2003年
  - SLAPSTICKS（パルコ/キューブ）作・演出
  - さくら（明治座）演出
- 2004年
  - カメレオンズ・リップ（Bunkamura）作・演出
  - 狐狸狐狸ばなし（トム・プロジェクト、作：北條秀司）演出
  - キネマ作戦（空飛ぶ雲の上団五郎一座）脚本提供・総合演出
  - 唐辛子なあいつはダンプカー!（竹中直人の匙かげん）作
- 2005年
  - コミュニケーションズ―現代作家たちによるコント集―（新国立劇場）コント提供
  - 仮装敵国〜Seven 15minutes Stories〜（AGAPE store）脚本提供
  - The Cherry Bombers Strikes Back（Cherry Bombers project 02）脚本参加：吉増裕士と共作
  - 音楽劇★SMOKE 〜Long Version〜（流山児★事務所）作・音楽
  - ～イベント「恵津子の部屋」スペシャル・ヴァージョン～「歌暦　vol.9　神無月」『HIROKO TANIYAMA & KERA MEET MONTY PYTHON』[35]（角野恵津子）作・演出[36]
- 2006年
  - 3（親族代表）脚本提供
  - 労働者M（Bunkamura）作・演出
  - 志村魂（志村けん一座）脚本提供
  - ヴァージニア・ウルフなんかこわくない？（シス・カンパニー、作：エドワード・オールビー）演出
  - 噂の男（パルコ、作：福島三郎）演出
- 2007年
  - 禿禿祭（シス・カンパニー）演出・構成 ※岸田國士「命を弄ぶ男ふたり」の上演とゲストトーク
  - 狐狸狐狸ばなし（トム・プロジェクト、作：北條秀司）演出
  - 犯さん哉（キューブ）作・演出
- 2008年
  - どん底（Bunkamura、原作：マクシム・ゴーリキー）上演台本・演出
- 2009年
  - アンドゥ家の一夜（さいたまゴールド・シアター）作
  - 渋々（親族代表）脚本提供
  - 東京月光魔曲（Bunkamura）作・演出
- 2010年
  - 2人の夫とわたしの事情（シス・カンパニー、作：サマセット・モーム）上演台本・演出
  - 黴菌（Bunkamura）作・演出
- 2011年
  - 奥様お尻をどうぞ（キューブ）作・演出
- 2012年
  - 祈りと怪物〜ウィルヴィルの三姉妹〜（Bunkamura）作・演出
- 2013年
  - かもめ（シス・カンパニー、作：アントン・チェーホフ）演出
- 2014年
  - 夕空はれて〜よくかきくうきゃく〜（青山円形劇場、作：別役実）演出
- 2015年
  - 三人姉妹（シス・カンパニー、作：アントン・チェーホフ）上演台本・演出
  - せたがやこどもプロジェクト2015「子どもとおとなのための◎読み聞かせ『お話の森』」監修[37]
- 2016年
  - ヒトラー、最後の20000年〜ほとんど、何もない〜（キューブ）作・演出
  - 8月の家族たち August: Osage County（シアターコクーン・オンレパートリー＋キューブ）上演台本・演出[38]
- 2017年
  - 陥没（Bunkamura、キューブ）作・演出
  - ワーニャ伯父さん（KERA meets CHEKHOV）上演台本・演出[39]
- 2019年
  - LIFE LIFE LIFE～人生の3つのヴァージョン～（Bunkamura シアターコクーン、作：ヤスミナ・レザ）上演台本・演出
  - ドクター・ホフマンのサナトリウム　〜カフカ第4の長編〜（KAAT神奈川芸術劇場）作・演出[40]
- 2020年
  - 桜の園（シス・カンパニー公演 KERA meets CHEKHOV）上演台本・演出※上演中止[41]
  - 欲望のみ（cube presents）作・演出※上演中止[42]
  - PRE AFTER CORONA SHOW（cube presents）構成・総合演出[43][44]
- 2022年
  - 世界は笑う（COCOON PRODUCTION 2022＋CUBE 25th PRESENTS,2022）作・演出[45]
- 2024年
  - 桜の園（シス・カンパニー公演 KERA meets CHEKHOV Vol.4/4、作：アントン・チェーホフ）上演台本・演出[46]
- 2025年
  - 最後のドン・キホーテ THE LAST REMAKE of Don Quixote（〈予定〉、KAAT神奈川芸術劇場プロデュース）作・演出[47]

### 映画
- 1980（2003年）
- おいしい殺し方-劇場版-（2006年）
- グミ・チョコレート・パイン（2007年）
- 罪とか罰とか（2009年） - ナイロン100℃の1996年公演（9th SESSION）『ビフテキと暴走』を原案として映画化。
- 星くず兄弟の新たな伝説（2018年） - 脚本参加

### テレビ
- ギグギャグゲリラ（日本テレビ系）内ドラマ『オルタネイティブ・ブルー』 - 脚本・演出・出演
- やっぱり猫が好き 「思い出せないこと」（2001年、フジテレビ） - 作
- 少年タイヤ（2002年、フジテレビ）内ドラマ『室温 〜夜の音楽〜』 - 原作・脚本
- 笑いの巨人（日本テレビ系）「ラサール石井編」 - 構成
- ガールミーツガール（2005年、BSフジ） - 脚本・演出 全5話
- RUN AWAY GIRL 流れる女（2005年、BSフジ） - 監修
- 時効警察 第8話（2006年、テレビ朝日） - 脚本・監督
- 帰ってきた時効警察 第4話（2007年、テレビ朝日） - 脚本・監督
- 怪奇恋愛作戦（2015年、テレビ東京） - 脚本・監督

### ラジオドラマ
- FMシアター「虫歯とタクシー、その他の不幸」（1997年、NHK-FM放送）  -作

### イベント
- 2020年東京パラリンピック 開会式（2021年） - 演出[8]
  - 延期に伴い降板。

## 出演

### ドラマ
- 『劇団演技者。』「アンラッキー・デイズ 〜ナツメの妄想〜」（2004年4 - 5月、フジテレビ系） - ナツメ 役
- 『下北サンデーズ』（2006年7 - 9月、テレビ朝日系）

### ラジオ
- KERAと犬子の四次元ラヂオテクノスケ（1991年10月12日 - 1992年3月28日、ニッポン放送）
- ケラとRIKAのヤングプラザ（1986年10月 - 1987年5月、ABCラジオ）[1]
- FMナイトストリート（1989年1月 - 1990年9月、JFN）

### 映画
- ケイゾク/映画 Beautiful Dreamer（2000年） - TBS局内の人たち

## 著書
- 『ケラの遺言』（JICC出版局、1988、小林一三名義）ISBN 4880633917
- 『私戯曲』 宝島collection・JICC出版局, 1989
- 『ライフ・アフター・パンク・ロック Devoを聴きながらモンティ・パイソンを一服。』ケラ（JICC出版局、1990）ISBN 4880637882
- 『スマナイ。』宝島モダンクラシックプレイズ JICC出版局, 1990
- 『ウチハソバヤジャナイ』シリーズ戯曲新世紀 ペヨトル工房,1995
- 『フローズン・ビーチ』白水社,1999
- 『ポケモンえほん ニャースとつきみそば』（小学館,1999／イラストのみ：作・いぬやまいぬこ）ISBN 9784097287438
- 『ナイス・エイジ』白水社, 2000
- 『カフカズ・ディック』白水社, 2001
- 『室温 夜の音楽』論創社 2002
- 『すべての犬は天国へ行く』論創社, 2002
- 『カラフルメリィでオハヨ いつもの軽い致命傷の朝』白水社, 2006
- 『犬は鎖につなぐべからず 岸田國士一幕劇コレクション』白水社, 2007
- 『わが闇』論創社, 2008
- 『労働者K』（2009年・ 角川学芸出版）ISBN 9784046211965
- 『映画嫌い 『1980』から『罪とか罰とか』まで』（祥伝社,2009）ISBN 9784396613259
- 『祈りと怪物 ウィルヴィルの三姉妹』白水社, 2012
- 『ケラリーノ・サンドロヴィッチ :消失/神様とその他の変種』ハヤカワ演劇文庫,2012
- 『グッドバイ』白水社,2016
- 『修道女たち』白水社,2018
- 『ケラリーノ・サンドロヴィッチ 2 百年の秘密/あれから』ハヤカワ演劇文庫,2018
- 『ナイロン100℃シリーワークス』監修. 白水社,2018
- 『ドクター・ホフマンのサナトリウム　カフカ第４の長編』論創社,2019
- 『ケラリーノ・サンドロヴィッチ自選戯曲集1 ナイロン100℃篇』早川書房,2020
- 『ケラリーノ・サンドロヴィッチ自選戯曲集2 昭和三部作篇』早川書房,2020
- 『ベイジルタウンの女神』論創社,2021
- 『世界は笑う』論創社,2022
- 『しびれ雲』論創社,2025

## 作品（音楽）
各バンドの活動詳細は該当項目を参照。

### 有頂天
- 土俵王子
- BECAUSE
- ピース
- AISSLE
- SEARCH FOR 1/3 BOIL
- GAN
- SEARCH FOR 1/3 STOP! HAND IN HAND(ACID HORROE)
- カラフルメリィが降った街
- でっかち
- SEARCH FOR 1/3 FIN
- ベジタブル 有頂天1984〜1987
- 有頂天 ナゴムコレクション
- The Very Worst Of 有頂天
- The Very Best Of 有頂天
- lost and found
- カフカズ・ロック／ニーチェズ・ポップ

### LONG VACATION
- LONG VACATION 1991 SUMMER
- LONG VACATION'S TOUCH Vol.1
- LONG VACATION'S TOUCH Vol.2
- LONG VACATION'S TOUCH Vol.3
- LONG VACATION'S POP
- SUMMER LOVERS
- AFTER SUMMER LOVERS
- SUNSHINE NOTE
- MONHOLE FILE
- PLATINUM NIGHT
- DRIVE TO THE 21st CENTURY
- SUNDAY AFTERNOON
- TOKYO PORCUPINE COLLECTION featuring LONG VACATION
- SUNDAY AFTERNOON ORIGINAL SOUNDTRACK
- SLAPSTICKS ORIGINAL SOUNDTRACK
- 1979 ORIGINAL SOUNDTRACK
- NEXT MYSTERY ORIGINAL SOUNDTRACK

### ケラ&ザ・シンセサイザーズ
- ザ・シンセサイザーズ(「ザ・シンセサイザーズ」名義)
- ナイト・サーフ
- 隣の女
- 15ELEPHANTS
- Body and Song
- ザ・ベスト・オブ・ケラ&ザ・シンセサイザーズ
- BROKEN FLOWER

### ケラ ソロ&ユニット
- アニマル・カフェ
- 愛のまるやけ
- 展開図
- RECORD
- 原色
- Keralino Sandorovich Presents P-Freaks Hour ヤマアラシとその他の変種（1990年9月27日、東芝EMI TOCT-5751）（出演者：大人計画、劇団健康、斎木しげる、Z-BEAM、爆笑問題、ビシバシステム、松尾貴史。音楽参加者：あがた森魚、遠藤賢司、大槻ケンヂ、桐島かれん、小松亮太、高橋佐代子(from ZELDA)、知久寿焼、ちわきまゆみ、西村知美、THE BEATNIKS、パンタ、福富幸宏、ブラボー小松、巻上公一、松尾貴史）
- シャイコナ・ボックス（Mr.ナゴム&ジ・インディーズ）
- ケラ ナゴムコレクション（「唯一度だけ」以外の上記作品楽曲すべてボーナス・トラック収録）
- 「Brown, White & Black」（2016年1月20日） ※「KERA」名義 [48]
- 「12TH. STREET SWING 〜LIVE AT BILLBOARD TOKYO 20160313〜」 ※「Brown, White & Black」リリース後にビルボード東京LIVEで行われたライブ盤 [49]
- 「LANDSCAPE」 ※「KERA」名義　、CD版13曲、アナログ盤17曲
- 逃亡者K

### 空手バカボン
- バカボンのススメ
- 孤島の檻
- バカボンの頭脳改革 〜残酷お子供地獄〜
- ベスト
- 空手バカボン ナゴムコレクション

### 楽曲提供など
- 財津和夫「僕のEntrancement」（共同作曲）
- 明石家さんま「涙のMY SEVENTEEN'S DANCING R&R」（作詞）
- 松尾清憲「穴の中で僕たち」（作詞）
- 大江慎也「FEELING EMPTINESS」（作曲）
- いとうせいこう & TINNIE PUNKS「俺の背中に火をつけろ!!」（作曲）
- チームしゃちほこ「無重力で～と」（作詞作曲）
- テンテンコ「寝図美よこれが太平洋だ」（ゲストボーカル）[50]

### その他の参加バンド・ユニットなど
伝染病、輪廻、クレイジーサーカス、健康、B-MOVIE、此岸のパラダイス亀有永遠のワンパターンバンド、IKARI、秩父山バンド、POP MUSIC RETURNS、Jトンプソン商会、エレキバター、ザ・ガンビーズ、No Lie-Sense、KERA & Broken Flowersなど

### 参加作品
| 発売日        | 収録先（アーティスト名 / タイトル）     | 参加曲                              | 備考                                                                                       |
| ------------- | --------------------------------------- | ----------------------------------- | ------------------------------------------------------------------------------------------ |
| 1987年6月     | 人生『LOVE』                            | 世界あの店この店 恐怖カメレオン人間 | コーラス参加                                                                               |
| 2016年9月21日 | いとうせいこう&リビルダーズ『再建設的』 | JOE TALKS                           | いとうせいこうトリビュートアルバム ユースケ・サンタマリア with KERA & 犬山イヌコ名義で収録 |